# ناتاشا ویلیامز
ناتاشا ویلیامز (انگلیسی: Natasha Williams؛ زادهٔ ۱۸ ژوئیهٔ ۱۹۷۱) بازیگر اهل بریتانیا است.
از فیلم‌ها یا مجموعه‌های تلویزیونی که وی در آن‌ها نقش داشته‌است، می‌توان به دکتر هو و استر اشاره نمود.